# Gare de Muret
La gare de Muret est une gare ferroviaire française de la ligne de Toulouse à Bayonne, située sur le territoire de la commune de Muret, dans le département de Haute-Garonne, en région Occitanie. 
Elle est mise en service en 1862 par la Compagnie des chemins de fer du Midi et du Canal latéral à la Garonne. 
C'est une gare de la Société nationale des chemins de fer français (SNCF) desservie par des trains régionaux TER Occitanie.

## Situation ferroviaire
Établie à 169 mètres d'altitude, la gare de Muret est située au point kilométrique (PK) 20,775 de la ligne de Toulouse à Bayonne, entre les gares de Portet-Saint-Simon et du Fauga. 
La gare dépend de la région ferroviaire de Toulouse. Elle est équipée de deux quais, le quai 1 pour la voie 1 et le quai 2 pour les voies 2 et 3, d'une longueur utile de 391 m.

## Histoire
La station de Muret est mise en service le 9 juin 1862 par la Compagnie des chemins de fer du Midi et du Canal latéral à la Garonne lorsqu'elle ouvre à l'exploitation la section de Portet-Saint-Simon à Montréjeau, qui permet la circulation des trains depuis Toulouse.
En 2005, le plan des voies de la gare est modifié afin d'en faire le terminus de la desserte Toulouse-Muret, une troisième voie principale est établie pour être utilisée comme voie d'évitement et de terminus, des aiguillages la relie aux deux voies principales existantes. En 2009 le nombre de voyages pour l'année était de 718 699.
En 2021, deux ascenseurs sont installés pour une meilleure accessibilité du passage souterrain,.

## Fréquentation
En 2020, selon les estimations de la SNCF, la fréquentation annuelle de la gare était de 657 802 voyageurs.
De 2015 à 2023, selon les estimations de la SNCF, la fréquentation annuelle de la gare s'élève aux nombres indiqués dans le tableau ci-dessous :
| Année                      | 2015      | 2016      | 2017      | 2018    | 2019    | 2020    | 2021    | 2022      | 2023      |
| -------------------------- | --------- | --------- | --------- | ------- | ------- | ------- | ------- | --------- | --------- |
| Voyageurs seuls            | 953 207   | 844 200   | 817 425   | 647 461 | 736 364 | 657 802 | 765 572 | 853 048   | 954 165   |
| Voyageurs et non voyageurs | 1 191 508 | 1 055 250 | 1 021 781 | 809 327 | 920 455 | 822 253 | 956 966 | 1 066 310 | 1 192 706 |

## Service des voyageurs

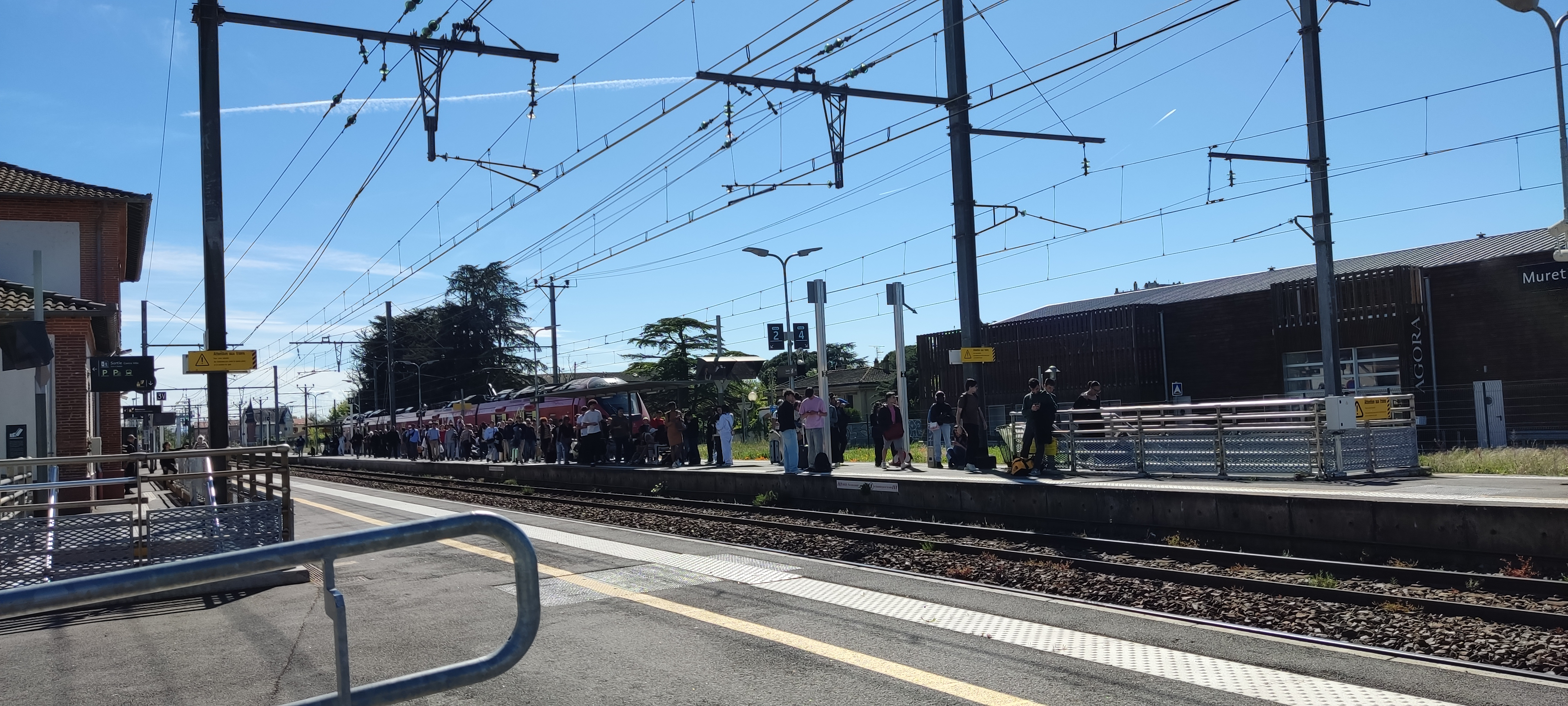
Gare de Muret en 2025

### Accueil
Gare SNCF, elle dispose d'un bâtiment voyageurs, avec guichet, ouvert tous les jours. Elle est équipée d'automates pour l'achat de titres de transport. Gare « Accès Plus » des aménagements, équipements et services sont disponibles pour les personnes à la mobilité réduite.
Un souterrain permet l'accès au quai central.

### Desserte
En 2021, la gare est desservie par les trains TER Occitanie des relations : 
- Toulouse - Muret, service cadencé à raison d'environ trois à quatre trains par heure aux heures de pointe et d'un à deux trains par heure aux heures creuses. Le temps de trajet est d'environ 20 minutes depuis Toulouse-Matabiau[12] ;
- Toulouse - Tarbes - Lourdes - Pau, à raison d'environ deux à quatre trains par heure aux heures de pointe, et d'environ un à deux trains par heure aux heures creuses. Le temps de trajet est d'environ 20 minutes depuis Toulouse-Matabiau et de 2 heures 15 minutes depuis Pau. Les trains ayant pour terminus Tarbes ou Pau sont semi-directs, en ne desservant pas Portet-Saint-Simon et les gares situées entre Muret et Boussens, alors que les trains ayant pour terminus Montréjeau sont omnibus[13].

### Intermodalité
Un parc pour les vélos (32 accroches vélos, 30 consignes individuelles et 72 places en consigne collective) et un parking (260 places) pour les véhicules sont aménagés. 
La gare constitue le terminus de nombreuses lignes du réseau urbain Tisséo desservant le Muretain. Les lignes 58, 117, 301, 302, 303, 304, 305, 306, 310, 311, 312, 313, 314, 315, 316 et 317 du réseau assurent ainsi la desserte de la gare. Elle est également desservie par des autocars du réseau régional liO assurant la desserte du sud du département depuis la gare, avec les lignes 321, 324, 325, 359, 361, 364, 380 et 452.  

## Service des marchandises
Cette gare est ouverte au service du fret (train massif et wagons isolés pour certains clients).